# Amphoe Seka
Amphoe Seka (Thai: อำเภอ เซกา) ist ein Landkreis (Amphoe – Verwaltungs-Distrikt) im Osten der Provinz Bueng Kan. Die Provinz Bueng Kan liegt im Norden der Nordostregion von Thailand, dem so genannten Isan.

## Geographie
Die Provinz Bueng Kan liegt etwa 615 Kilometer nordöstlich von Bangkok entlang des Mekong, der hier die Landesgrenze nach Laos darstellt.
Amphoe Seka grenzt an die folgenden Landkreise (von Westen im Uhrzeigersinn): an die Amphoe Phon Charoen, Si Wilai, Bueng Kan, Bung Khla und Bueng Khong Long in der Provinz Bueng Kan, an Amphoe Na Thom in der Provinz Nakhon Phanom sowie an die Amphoe Akat Amnuai, Kham Ta Kla und Ban Muang in der Provinz Sakon Nakhon.
Der größte Fluss des Landkreises ist der Maenam Songkhram.
Das Naturschutzgebiet Phu Wua liegt ebenfalls im Landkreis.

## Geschichte
Seka wurde am 16. November 1958 zunächst als „Zweigkreis“ (King Amphoe) eingerichtet, indem die fünf Tambon Seka, Dong Bang, Sang, Pho Mak Khaeng und Tha Kok Daeng vom Amphoe Bueng Kan abgetrennt wurden. 
Schon im folgenden Jahr bekam Seka den vollen Amphoe-Status.

## Verwaltung

### Provinzverwaltung
Der Landkreis Seka ist in neun Tambon („Unterbezirke“ oder „Gemeinden“) eingeteilt, die sich weiter in 136 Muban („Dörfer“) unterteilen.
| Nr. | Name          | Thai    | Muban | Einw.  |
| --- | ------------- | ------- | ----- | ------ |
| 01. | Seka          | เซกา    | 23    | 18.948 |
| 02. | Sang          | ซาง     | 13    | 08.659 |
| 03. | Tha Kok Daeng | ท่ากกแดง | 16    | 07.038 |
| 04. | Ban Tong      | บ้านต้อง  | 15    | 11.050 |
| 05. | Pong Hai      | ป่งไฮ    | 18    | 10.387 |
| 06. | Nam Chan      | น้ำจั้น    | 13    | 06.359 |
| 07. | Tha Sa-at     | ท่าสะอาด | 13    | 09.711 |
| 08. | Nong Thum     | หนองทุ่ม  | 13    | 06.994 |
| 09. | Sok Kam       | โสกก่าม  | 12    | 06.183 |

### Lokalverwaltung
Es gibt drei Kommunen mit „Kleinstadt“-Status (Thesaban Tambon) im Landkreis:
- Sang (Thai: เทศบาลตำบลซาง) besteht aus dem gesamten Tambon Sang.
- Tha Sa-at (Thai: เทศบาลตำบลท่าสะอาด) besteht aus Teilen des Tambon Tha Sa-at.
- Si Phana (Thai: เทศบาลตำบลศรีพนา) besteht aus Teilen des Tambon Seka.

Außerdem gibt es acht „Tambon-Verwaltungsorganisationen“ (องค์การบริหารส่วนตำบล – Tambon Administrative Organizations, TAO):
- Seka (Thai: องค์การบริหารส่วนตำบลเซกา)
- Tha Kok Daeng (Thai: องค์การบริหารส่วนตำบลท่ากกแดง)
- Ban Tong (Thai: องค์การบริหารส่วนตำบลบ้านต้อง)
- Pong Hai (Thai: องค์การบริหารส่วนตำบลป่งไฮ)
- Nam Chan (Thai: องค์การบริหารส่วนตำบลน้ำจั้น)
- Tha Sa-at (Thai: องค์การบริหารส่วนตำบลท่าสะอาด)
- Nong Thum (Thai: องค์การบริหารส่วนตำบลหนองทุ่ม)
- Sok Kam (Thai: องค์การบริหารส่วนตำบลโสกก่าม)